# Hajwala: The Missing Engine
Hajwala: The Missing Engine è un film del 2016 diretto da Ali Bin Matar e Ibrahim Bin Mohamed.

## Sequel
Nel 2018 è stato realizzato il seguito Hajwala 2: Mysterious Mission.